# Мевис, Йозеф
Йозеф Мевис (нидерл. Joseph Mewis, 23 марта 1931, Антверпен — 10 апреля 2025) — бельгийский борец, призёр Олимпийских игр; младший брат Морица Мевиса.
Родился в 1931 году в Антверпене. В 1952 году принял участие в состязаниях по вольной борьбе на Олимпийских играх в Хельсинки, но медалей не добился. В 1956 году стал на Олимпийских играх в Мельбурне завоевал серебряную медаль в состязаниях по вольной борьбе. В 1960 году на Олимпийских играх в Риме стал 5-м на состязаниях по вольной борьбе. В 1964 году на Олимпийских играх в Токио выступил в состязаниях по греко-римской борьбе, но там стал лишь 6-м.
Его племянник, Жюльен Мевис, участвовал в соревнованиях по борьбе на Олимпийских играх в Монреале (1976) и Москве (1980).